# 金陵塔碑文
《金陵塔碑文》，中國民間流傳的眾多預言之一，相傳為劉基所作，據說碑文是於民國十六年在南京金陵塔被發現，然而究竟「金陵塔」是哪座塔以及是否真有碑文沒有線索可尋。

## 真實性
清光绪《江宁府志》记载：「咸丰三年(1853)正月二十四日，髮匪踞塔（大报恩寺塔），俯瞰城中施炮，炮彈有落中正街者。」（光绪《江宁府志》卷10）「（咸丰）三年三月，湘军克通济门外垒，复克七桥瓮，断钟山报恩寺往来路。」（光绪《江宁府志》卷13）咸丰四年(1854)「髮匪见其塔顶为黄金所铸，用火药轰之，复挖空塔座下基地，数日塔倒，寺遭焚毁。当时童谣曰：『寶塔折，自相殺。』」是這段偽作的故事原型。後經有心人士不斷穿鑿附會到處宣揚，藉以攻擊執政當局。明清金陵四十八景中也僅有「報恩寺塔」一塔而已，而無其他所謂金陵塔或在此塔前敢曰金陵塔者，而大報恩寺始建於永乐至宣德年間，此時的劉伯溫早已去世多時，可以排除是劉基所作預言的可能性。

## 其他說法
跟其他的預言相比，《金陵塔碑文》出現的年代較晚，但是真實性反而不易查證，因此有關碑文的版本與發現的時間存在不同的說法。

### 發現的時間
有一種說法碑文是在民國七年(1918)發現的，與民國十六年的說法有著九年的差距。然而不論年代採何種說法，預言的傳說都是國民革命軍進入南京後在拆除金陵塔時發現石碑，民國七年中華民國處於軍閥割據時期，南京由軍閥控制住，一直到國民革命軍發動北伐後於民國十六年(1927)才攻占南京結束軍閥的統治，因此民國七年發現的說法與史實有矛盾。

### 碑文的版本
相較於以「拆去金陵塔，關門自己殺」起頭的碑文，另一種以「金陵塔，金陵塔」起頭的碑文近年在網路上廣泛流傳，該版本出現的時間不明，但是應該比前者較晚。這個版本的碑文約有五百餘字，比前者的字數多很多，以長短不一的句子組成。碑文內容與前者無太多相似之處，開頭出現“劉基建，介石拆”兩句，寫出劉基與可能是蔣介石的名字，通常中國的預言鮮少見到直接寫出的人物名號，多會以隱晦如字謎的文字寫下。相對於前者版本可追溯至民國六十一年 (1972年)出版的《劉伯溫燒餅歌》上的登載，較晚出現的後者版本可能是前者出現後改寫而成。

## 全文
版本一：
金陵塔，金陵塔，劉基建，介石拆，拆了金陵塔，軍民自己殺。草頭相對草頭人。到尾只是半縮龜，洪水橫流成澤國，路上行人背向西。日出東，日沒西。家家戶戶受慘淒。德逍遙，意逍遙，百載繁華一夢消。紅頭旗，大頭星。家家戶戶吊伶仃。三山難立足，五子齊榮升。心忙忙，意忙忙，清風橋拆走如狂。爾一黨時我一黨。坐高堂，食高粱，全不計及他人喪。廿八人，孚眾望，居然秧針勝刀槍。小星光，蔽星光，廿將二人走北方。去家木，路傍徨，到處奔波人皆謗。大海落門閂，河廣未為廣。良田萬頃無男耕，大好蠶絲無女紡。麗人偏愛將，爾我互相幫。四水幸木日，三虎逞豪強。白人誠威武，因心花鳥慌，逐水去南汗，外兒歸母邦。靈山遭浩劫，烈火倒浮濤。劫劫劫，仙凡逃不脫。東風吹送草木哀。洪水滔天逐日來。六根未淨隨波去。正果能修往天臺。二四八，三七九。禍源種已久。民三民十民三七，錦繡河山換一色。馬不點頭石沉底，紅花開盡白花開，紫金山上美人來。一災換一災，一害換一害。十九佳人五五歲，地靈人傑產新貴。英雄拔盡石中毛，血流標桿萬人號。頭生角，眼生光，庶民不用慌。國運興隆時日到，四時下種太平糧。一氣殺人千千萬，大羊殘暴過豺狼。輕氣動山嶽，一線鐵難當。人逢猛虎難迴避，有福之人住山莊。繁華市，變汪洋。高樓閣，變坭崗。父母死，難埋葬。爹娘死，兒孫扛。萬物同遭劫，蟲蟻亦遭殃。幸得大木兩條支大廈。鳥飛羊走返家邦。能逢木兔方為壽，澤及群生樂且康。有人識得其中意，富貴榮華百世昌。層樓壘閣聳雲霄，車水馬龍竟夕囂。淺水鯉魚終有難，百載繁華一夢消。
版本二：
拆去金陵塔，关门自己杀。日出东，月落西，胡儿故乡起烽烟。草弓何优柔，目睹江山落夷手。冬尽江南万古忧，繁华忽见瓦砾丘。回天一二九，引起白日结深仇，眼见日西休。

### 引用
1. ↑  《劉伯溫燒餅歌》，台北市史地教育出版社出版，民國六十一年